# Thomas Dooley
Thomas Dennis Dooley (Bechhofen, 1961. május 12. – ) amerikai válogatott labdarúgó, edző.

## Pályafutása

### Klubcsapatban
Bechhofenben született az Nyugat-Németországban német anyától és amerikai apától, aki az amerikai hadseregben szolgált. Pályafutását 1984-ben kezdte a harmadosztályú FC Homburg csapatában. 1988-ban a Kaiserslautern szerződtette, melynek tagjaként 1990-ben megnyerte a német kupát, 1991-ben pedig a Bundesligát.
1994-ben a Bayer Leverkusen igazolta, ahol egy szezont játszott. 1995 és 1997 között a Schalke 04 játékosa volt és hozzásegítette csapatát az 1997-es UEFA-kupa sikerhez. 1997 végén az MLS-be igazolt a Columbus Crew csapatához, melynek játékosaként három szezont töltött. 1997-ben és 1998-ban is beválasztották az MLS Év csapatába.
2000-ben a MetroStars-hoz távozott és ott is fejezte be a pályafutását egy évvel később.

### A válogatottban
1992 és 1999 között 81 alkalommal szerepelt az Egyesült Államok válogatottjában és 7 gólt szerzett. Az Egyesült Államok labdarúgó-szövetsége (USSF) olyan külföldön játszó amerikai származású labdarúgókat keresett, akik az 1994-es világbajnokságon erősítést jelenthettek a válogatott számára. Így találtak rá Dooley-ra is, aki 1992-ben felvette az amerikai állampolgárságot. Első mérkőzésére 1992. május 30-án került sor egy Írország elleni barátságon mérkőzés alkalmával. Hamar meghatározó tagjává vált a nemzeti csapatnak, 1993-ban az év labdarúgója díjat is megkapta. Az 1994-es világbajnokságon végigjátszotta az összes mérkőzést.
Miután John Harkes kikerült a válogatott keretéből megkapta a csapatkapitányi karszalagot az 1998-as világbajnokságon és valamennyi mérkőzésen kezdőként lépett pályára.
Ezen kívül tagja volt az 1995-ös Copa Américán résztvevő válogatott keretének is. Az 1996-os CONCACAF-aranykupán bronz, míg az 1993-as és az 1998-as CONCACAF-aranykupán ezüstérmet szerzett a válogatottal.

### Edzőként
Miután befejezte a pályafutását visszatért Németországba és az 1. FC Saarbrücken csapatát irányította 2002-ben és 2003-ban. 2011 és 2012 között az amerikai válogatottnál volt másodedző Jürgen Klinsmann segítőjeként.
2014 és 2018 között a Fülöp-szigeteki válogatottját irányította szövetségi kapitányként.

## Sikerei
FC Homburg
- Bundesliga 2 (1): 1985–86

1. FC Kaiserslautern
- Német bajnok (1): 1990–91
- Német kupa (1): 1989–90
- Német szuperkupa (1): 1991

Schalke 04
- UEFA-kupa (1): 1996–97

Egyesült Államok
- CONCACAF-aranykupa döntős (2): 1993, 1998

Egyéni
- Az év amerikai labdarúgója (1): 1993